# Поркари
Поркари (на италиански: Porcari) е община в Италия, в региона Тоскана, провинция Лука, между Пиза и Флоренция. Населението е около 8200 души (2007). Градът е важен промишлен център.